# Vattenaxväxter
Vattenaxväxter (Aponogetonaceae) är en familj bland de enhjärtbladiga växterna. Familjen är monotypisk och innehåller sålunda ett enda släkte, Aponogeton, som omfattar cirka 50 arter. De förekommer i varma områden i Afrika, Asien och delar av Oceanien. Alla arterna är fleråriga, vattenlevande örter. Tiotalet arter används som akvarieväxter, även i Sverige.

## Utseende
Kännetecknande för dessa växter är den ätliga rotknölen, som hos de flesta arterna är rund men hos vissa kan vara mera utdragen. Bladen är strödda och sitter i rosett. Blommorna är en- eller tvåkönade och sitter i ax på en lång blomstjälk, som kan vara grenad. Blomman har 1–3 hylleblad. Ståndarna är 6–18 till antalet. Fruktämnet är översittande och bär 3–8 fria karpeller. Frukten utgörs av en krans av frökapslar.

## Levnadscykel
De flesta asiatiska arterna lever submersa (under vatten) året runt. Många av de afrikanska arterna utsätts dock för en torrperiod då allt flytande vatten torkar bort, varvid vattenväxterna tappar sina blad. Denna viloperiod brukar löpa över två till tre månader, och plantorna överlever då med hjälp av den energi som finns lagrad i de stärkelserika rotknölarna.